# Halowe Mistrzostwa Kazachstanu w Lekkoatletyce 2012
Halowe Mistrzostwa Kazachstanu w Lekkoatletyce 2012 – zawody lekkoatletyczne, które odbyły się 27, 28 i 29 stycznia w Karangandzie.
Podczas zawodów Olga Rypakowa uzyskała najlepszy w sezonie halowym wynik na świecie w trójskoku (14,84). 

## Wybrane rezultaty
| Konkurencja:              | 1. miejsce          | Rezultat  |
| Bieg na 60 m              | Vyacheslav Muravyov | 6,77      |
| Bieg na 60 m przez płotki | Denis Semenow       | 7,96 PB   |
| Skok wzwyż                | Jurij Dergaczew     | 2,21 PB   |
| Skok o tyczce             | Nikita Filippow     | 5,00      |
| Skok w dal                | Konstantin Safronow | 7,88      |
| Trójskok                  | Roman Walijew       | 16,11     |
| Pchnięcie kulą            | Iwan Iwanow         | 18,03 PB  |
| Siedmiobój                | Aleksandr Czernow   | 5237 pkt. |

| Konkurencja:              | 1. miejsce          | Rezultat   |
| Bieg na 60 m              | Olga Bludowa        | 7,30 PB    |
| Bieg na 400 m             | Lilya Bazyaruk      | 55,43 PB   |
| Bieg na 3000 m            | Jelena Gofman       | 9:51,71 PB |
| Bieg na 60 m przez płotki | Anastazja Soprunowa | 8,36       |
| Skok wzwyż                | Anna Ustinowa       | 1,80       |
| Skok o tyczce             | Tatiana Turkowa     | 3,80       |
| Skok w dal                | Anastazja Kudinowa  | 6,43 PB    |
| Trójskok                  | Olga Rypakowa       | 14,84 WL   |
| Pchnięcie kulą            | Aleksandra Fisher   | 15,20      |
| Pięciobój                 | Irina Karpowa       | 4068 pkt.  |